# 高文謙
高 文謙（こう ぶんけん、ピン音:gāo wén qiān 、1953年 -　）は、北京生まれ。アメリカ在住のフリーライター、中国共産党史研究家で「周恩来伝」で著名。

## 経歴
母傅秀は、元の名を林錦雙といい、清の高官林則徐の5世の孫である。高文謙は4人兄弟姉妹の一人で、現在、文青、文宜、文謙、文實の兄弟全員が中国国外で生活している。両親は文化大革命で迫害を被り、父の高天輝は、出獄後の1976年12月に肺癌で死去、母親は統合失調症となった。
高文謙は中国人民解放軍に入り、1980年に除隊して中国共産党中央文献研究室に勤務(室務委員)、周恩来生涯研究小組長を務める。中国共産党による書籍『周恩来年譜』、『周恩来傳』、『毛沢東傳』などの編纂に参画する。1989年、六四天安門事件で学生運動に賛同した疑いで取調べを受ける。（同門で胡耀邦の秘書をしていた高勇、劉崇文も共に取調べを受けている。）1989年には妻子と共にアメリカに渡り、コロンビア大学東アジア研究所(2003年11月11日)、ハーバード大学フェアバンク研究センター (John K. Fairbank) (2004年3月25日)で訪問研究する。ニューヨーク市クイーンズ区在住。

## 著書ほか
- 『晩年周恩来』 ニューヨーク明鏡出版社、2003年4月初版、ISBN 1-932138-07-2
  - 『周恩来秘録』（上・下）、上村幸治訳、文藝春秋、2007年／文春文庫、2010年
- 『周恩来在“文化大革命”期間艱苦而輝煌的最後歲月』 人民日報、1986年1月。
- 『周恩来最後的日子』 台湾傳記文学V.58 No.3、1991年3月出版。

- 『晩年周恩来』以外は、2006年1月に出版された『人民心中的胡耀邦』記念文集に収められている。